# Мадара
Ма́дара (болг. Мадара) — село в Шуменській області Болгарії. Входить до складу общини Шумен.

## Населення
За даними перепису населення 2011 року у селі проживали 1158 осіб.
Національний склад населення села:
| Національність   | Кількість осіб | Відсоток |
| ---------------- | -------------- | -------- |
| болгари          | 1035           | 90,4%    |
| цигани           | 98             | 8,6%     |
| турки            | 3              | 0,3%     |
| Всього відповіли | 1145           |          |

Розподіл населення за віком у 2011 році:
Динаміка населення: